# Heinrich Reventlow (officer)
 Der er flere personer med dette navn, se Heinrich Reventlow.
Heinrich greve Reventlow (30. september 1763 i København – 31. januar 1848 i Kiel) var dansk-holstensk godsejer og officer, bror til Cay, Christian og Fritz Reventlow og far til Christian Andreas Julius, Heinrich, Ernst Christian og Friedrich Reventlou.
Han var søn af Ditlev lensgreve Reventlow og Margrethe Raben, blev immatrikuleret 1784 i Leipzig, 1788 sekondritmester i Husarerne, 1790 ved Livregiment Ryttere, 1791 ritmester (eskadronschef), 1793 kammerherre, 1802 major à la suite, 1809 oberstløjtnant, 1812 oberst, 28. oktober 1817 Kommandør af Dannebrogordenen og blev 1828 afskediget som generalmajor. 28. juni 1840 fik han Storkorset af Dannebrog.
Reventlow ejede Wittenberg, Kaltenhof, Åkær og Dybvad (1802 medejer, 1816-36 eneejer) samt Falkenberg ved Slesvig by.
Reventlow blev gift 21. maj 1794 på Knoop med Sophia Anna rigsgrevinde Baudissin (20. december 1778 i København - 22. december 1853 i Kiel), datter af Heinrich Heinrich Friedrich rigsgreve von Baudissin (1753-1818) og Caroline Adelaide Cornelia komtesse Schimmelmann (1760-1826).